# Puerta de Coria
Puerta de Coria är ett monument i Spanien.   Det ligger i provinsen Provincia de Cáceres och regionen Extremadura, i den centrala delen av landet, 210 km väster om huvudstaden Madrid. Puerta de Coria ligger 345 meter över havet.
Terrängen runt Puerta de Coria är kuperad åt nordost, men åt sydväst är den platt. Runt Puerta de Coria är det glesbefolkat, med 10 invånare per kvadratkilometer. Närmaste större samhälle är Plasencia, 0,64 km öster om Puerta de Coria. Omgivningarna runt Puerta de Coria är huvudsakligen savann.